# Messelhäuser Hochfläche
Als Messelhäuser Hochfläche wird ein Teil des Naturraums Tauberland in Baden-Württemberg bezeichnet, in dessen Gebiet sich der namengebende Ort Messelhausen befindet. Die Messelhäuser Hochfläche ist als naturräumliche Teileinheit Nr. 129.41 der Haupteinheitengruppe Neckar- und Tauber-Gäuplatten eine von vier Untergliederungseinheiten der Einheit Tauberberg (Nr. 129.4) in zweiter Nachkommastelle. Die anderen Untergliederungseinheiten des Tauberbergs sind der Unterbalbach-Röttinger Riedel (Nr. 129.40), die Großrinderfelder Fläche (Nr. 129.42) und das Werbach-Böttigheimer Tal (Nr. 129.43).

## Naturräumliche Gliederung
Die Messelhäuser Hochfläche ist folgender Teil des Naturraums Tauberland der Haupteinheitengruppe Neckar- und Tauber-Gäuplatten:
- (zu 12 Neckar- und Tauber-Gäuplatten)
  - 129 Tauberland
    - 129.0 Umpfer-Wachbach-Riedel
      - 129.01 Königheimer Tal

    - 129.1 Südliche Tauberplatten
    - 129.2 Freudenbacher Platte
    - 129.3 Taubergrund
      - 129.30 Mittleres Taubertal
      - 129.31 Vorbachtal
      - 129.32 Wittigbachtal
      - 129.33 Taubertal bei Bieberehren

    - 129.4 Tauberberg
      - 129.40 Unterbalbach-Röttinger Riedel
      - 129.41 Messelhäuser Hochfläche
      - 129.42 Großrinderfelder Fläche
      - 129.43 Werbach-Böttigheimer Tal